# Polom
Polom es una localidad del distrito de Přerov en la región de Olomouc, República Checa, con una población estimada a principio del año 2018 de 261 habitantes.
Se encuentra al sudeste de la región, en la llamada Puerta de Moravia, a la orilla del río Luha —un afluente derecho del Oder—, junto a la frontera con la región de Moravia-Silesia.